# Teorema de Frobenius (álgebra)
El teorema de Frobenius, aplicado al ámbito matemático del álgebra abstracta, afirma que la única álgebra asociativa divisible de dimensión finita que no es conmutativa sobre los números reales son los cuaterniones. Este teorema fue demostrado por Ferdinand Georg Frobenius en 1877.
De acuerdo a este teorema, cada álgebra es isomorfa a una de las siguientes:
- R (los números reales)
- C (los números complejos)
- H (los cuaterniones).

Estas álgebras tienen dimensiones 1, 2, y 4, respectivamente.  De estas tres álgebras, R y C son commutativas, pero no lo es H.